# Gordon Sellar
Gordon Sellar (Glasgow, Escocia; 13 de junio de 1947) es un músico de rock británico conocido por haber sido bajista de la banda escocesa de rock progresivo Beggar's Opera. 

## Biografía

### Infancia
Nació en Glasgow, Escocia. Fue criado por su madre Peggy Maxwell (pianista profesional) y su padre Charlie Sellar. Su abuela materna Cissie Main y sus tres hermanas fueron músicas. Fue educado en la escuela secundaria Hillhead desde 1952 hasta 1965. A los trece años empezó a tocar la guitarra con su tutor privado Ron Monroe, leyenda de la guitarra con The tommy maxwell quartet.

### Carrera
1963ː
En 1963 formó el grupo The argonauts con Brian Adams.
1969ː
Formó el grupo The projection, con el cantante Gordon Neville, que se mudó a lóndres para unirse a la banda "Kelly".
1971-1980, Beggar's Operaː
En 1971 regreso a Glasgow, y fue invitado para unirse a la banda Beggar's Opera, En febrero, que ya había grabado un álbum, Act One (1970). Gordon Sellar reemplazando a en ese entonces exbajista de Beggar's Opera Marshall Erskine. Entró junto a Virginia Scott, en ese entonces novia de Ricky Gardiner, tocando el mellotrón. En ese mismo año grabaron su segundo álbum (primero para Gordon Sellar), Waters of change, que contenía el más grande éxito del grupo, Time machine. Después del segundo álbum, grabó otros dos álbumes para la banda, Pathfinder y Get your dog off me.
1978-1984, Alex Harvey Bandː
En 1978, después de separarse de Beggar's opera en 1973, se une a la banda Alex harvey band, y grabaron el álbum The new band.
1980, se une de nuevo a Beggar's Opera, Lifelineː
En 1980, se reúne con Beggar's Opera para grabar su quinto álbum, lifeline, que fue un cambio de Gordon Sellar del Bajo a la guitarra.

## Discografía

### En Beggar's Opera
- Waters of change (1971)
- Pathfinder (1972)
- Get your dog off me (1973)
- Lifeline (1980)

### Con Alex harvey band
- The new band